# Kerkvorst
Kerkvorst is een aanduiding voor:
- Een groep vorsten van het Duitse Rijk.
- Hoge geestelijken in de christelijke Kerken.

De kerkvorsten in hun oorspronkelijk betekenis waren de geestelijken die een van de vele hertogdommen en graafschappen in het Heilige Roomse Rijk bestuurden. Zij oefenden behalve geestelijke macht ook wereldlijke macht uit. Vóór de Vrede van Westfalen in 1648 waren deze vorsten allen katholiek; tussen 1648 en 1806 waren sommigen, zoals de bisschop van Osnabrück, afwisselend katholiek en protestant.
De kerkvorsten waren binnen de katholieke Kerk aartsbisschop, bisschop, abt of abdis (als in Thorn) of verzameld in een rijksonmiddellijk kapittel van kanunniken.

Dat leverde dus titels als "vorst-bisschop" of "vorst-abt" op. Ook de term prins-bisschop kwam voor, vooral in de Nederlanden  voor het sticht Utrecht, het prinsbisdom Luik en het prinsbisdom Münster.
Daarnaast worden ook in algemene zin de hoogste geestelijken wel "kerkvorsten" genoemd omdat zij de kerk ook werkelijk regeren. kardinalen zijn ook werkelijke prinsen. Zij zijn prinsen van het pauselijke hof en worden overal erkend als prinsen die in het protocol van de diplomatie direct na de zonen van een koning komen.